# Jõuga Järved
Jõuga Järved är sjöar i Estland.   De ligger i landskapet Ida-Virumaa, i den östra delen av landet, 150 km öster om huvudstaden Tallinn. Jõuga Järved ligger 69 meter över havet.  I omgivningarna runt Jõuga Järved växer i huvudsak blandskog.